# Didier Dubois (football)
Pour les articles homonymes, voir Didier Dubois et Dubois.
Didier Dubois (né le 11 avril 1967 à Vimy) est un footballeur français occupant le poste de défenseur central et professionnel de 1985 à 1998.

## Carrière
Didier Dubois, natif de Vimy dans le Pas-de-Calais, rejoint à l'âge de 12 ans le Racing Club de Lens,. Il devient professionnel en 1985 et dispute son premier match en première division le 4 avril 1986 contre le Stade rennais. Dubois dispute 39 matchs en quatre ans, avant que Lens ne soit relégué en deuxième division à l'issue de la saison 1988-1989. Dubois joue douze matchs en deux saisons dans cette division avant d'être transféré à l'USL Dunkerque au moment où Lens remonte en première division.
Au bout d'une saison où il dispute treize rencontres,, Dubois fait son retour à Lens. Il y reste deux ans et dispute 44 parties,. Dubois est alors transféré à Martigues où il reste jusqu'à la fin de sa carrière de joueur en 1998. Il y effectue deux saisons en première division puis deux en deuxième, compilant 107 rencontres avec l'équipe provençale,.
À l'issue de sa carrière de joueur, Dubois revient dans le Pas-de-Calais. Il devient entraîneur des jeunes du club de Vimy avant de rejoindre l'encadrement des jeunes du RC Lens. Initialement responsable de la préformation il devient en 2011-2012 entraîneur de l'équipe U17 DH. Une fois cette équipe dissoute, il entraîne les U16 DH qui sont champions de leur catégorie en 2015. Dubois quitte le club lensois en juillet 2015.

## Palmarès
Néant.

## Statistiques
Le tableau ci-dessous résume les statistiques en match officiel de Didier Dubois durant sa carrière de joueur professionnel.
| Saison                | Club                  | Championnat           | Championnat | Championnat | Coupe(s) nationale(s) | Coupe(s) nationale(s) | Total | Total |
| Saison                | Club                  | Division              | M.          | B.          | M.                    | B.                    | M.    | B.    |
| 1985-1986             | RC Lens               | Division 1            | 2           | 0           | 0                     | 0                     | 2     | 0     |
| 1986-1987             | RC Lens               | Division 1            | 9           | 0           | 4                     | 0                     | 13    | 0     |
| 1987-1988             | RC Lens               | Division 1            | 6           | 0           | 0                     | 0                     | 6     | 0     |
| 1988-1989             | RC Lens               | Division 1            | 17          | 0           | 1                     | 0                     | 18    | 0     |
| 1989-1990             | RC Lens               | Division 2            | 12          | 2           | 0                     | 0                     | 12    | 2     |
| 1990-1991             | RC Lens               | Division 2            | 0           | 0           | 0                     | 0                     | 0     | 0     |
| 1991-1992             | USL Dunkerque         | Division 2            | 11          | 0           | 2                     | 0                     | 13    | 0     |
| 1992-1993             | RC Lens               | Division 1            | 16          | 0           | 1                     | 0                     | 17    | 0     |
| 1993-1994             | RC Lens               | Division 1            | 24          | 0           | 3                     | 0                     | 27    | 0     |
| 1994-1995             | FC Martigues          | Division 1            | 32          | 1           | 2                     | 0                     | 34    | 1     |
| 1995-1996             | FC Martigues          | Division 1            | 24          | 0           | 2                     | 0                     | 26    | 0     |
| 1996-1997             | FC Martigues          | Division 2            | 20          | 1           | 1                     | 0                     | 21    | 1     |
| 1997-1998             | FC Martigues          | Division 2            | 25          | 0           | 1                     | 0                     | 26    | 0     |
| Total sur la carrière | Total sur la carrière | Total sur la carrière | 198         | 4           | 17                    | 0                     | 215   | 4     |